# André Bloc
André Bloc (Argel , 23 de mayo de 1896 - Nueva Delhi, 8 de noviembre de 1966) fue un arquitecto francés, escultor, editor y fundador de diversas revistas especializadas.
Perteneció a la Union des Artistes Modernes. Estuvo en contacto con los arquitectos Auguste Perret, Henri Sauvage, Claude Parent, Jourdain.

## Trayectoria
Nacido en Argelia, se trasladó con su familia a París, la metrópolis, en 1898. Estudió ingeniería hasta 1920 y luego trabajó en fábricas de motores y turbinas. Ingeniero de formación con diploma de la Escuela Central de París en 1920, Bloc pronto se dedicó al arte buscabdo lo que llamó "Síntesis de las artes" o "Unidad de creación", que será el principal objetivo de su obra como artista, arquitecto y animador cultural. 
En 1921 conoció a Le Corbusier, que le influyó mucho y se volvió a la arquitectura.
En 1922 se convirtió en secretario general de la revista Science et Industrie; un año después, en 1923 , en Secretario General de la revista Revue de l'ingénieur.
En 1924 fundó la revista Revue générale du Caoutchouc (Revista General del Caucho). En 1930 André Bloc fundó la famosa revista L'Architecture d'aujourd'hui (La Arquitectura de hoy en día) que dirigió durante mucho tiempo.
Para dar una forma a sus ideas de una colaboración total y fructífera entre artistas y arquitectos, en 1936 promovió en París la fundación de la Union pour l'Art, de la que fue secretario general, junto con Pierre Vago, del Comité presidido por Auguste Perret. En 1949 compartió con Le Corbusier la vicepresidencia de la Association pour une Synthèse des Arts Plastiques presidida por Matisse, nacido con el mismo espíritu que animará al Grupo Espace, fundado con Félix del Marle en 1951. 
Los años de guerra marcan una ruptura en el trabajo de André Bloc. Pasó algunos años en Biot, en el sur de Francia, aprendiendo y practicando el arte de la cerámica, luego de verse obligado, debido a sus orígenes judíos, a abandonar la dirección de "L'Architecture d'aujourd'hui" y su casa. de Boulogne-sur-Seine
Desde 1940 se volvió a la escultura. Bloc realizó las primeras grandes esculturas en París entre 1949 y 1956 . Desde 1949, fundó varias revistas, como Art d'Aujourd'hui (Arte de hoy en día).
En 1951 André Bloc interesado por los diferentes artistas creó el grupo Espace espacial diferente. El objetivo era llevar las ideas del constructivismo y el neoplasticismo a la planificación urbana y el territorio social. Los artistas y urbanistas Jean Dewasne, Étienne Béothy, Jean Gorin, Félix Del Marle, Edgard Pillet, Victor Vasarely y Nicolas Schöffer fueron miembros de Espace. Este grupo consideró la arquitectura, la pintura, la escultura y el arte como un fenómeno social.
En 1952 floreció el proyecto y la construcción de la maison Bellevue en Meudon. Entonces André Bloc trabajó hasta 1966 principalmente como escultor y decorador. En 1959 participó en la documenta II de Kassel. Block ha completado numerosos proyectos, entre otros en Teherán, Niza, Jacksonville y Dakar . Sus esculturas tienen una forma orgánica escultórica a medio camino entre la arquitectura y la escultura. 
André Bloc, murió el 8 de noviembre de 1966 a la edad de 70 años en Nueva Delhi a consecuencia de un accidente mientras tomaba fotografías de un templo en ruinas.

## Obra
En 1949 comenzó a diseñar la Maison-atelier en Meudon, fuera de París, donde vivirá el resto de su vida y a la que los críticos definen como un experimento de síntesis de las artes. El gran parque adyacente albergará una serie de esculturas de diferentes tamaños: entre ellas, Sculpture-Habitacle n.1 (1962), que luego fue reemplazada por Sculpture Habitacle n. 2 (1964), y The Tour (1966), dos testimonios de su transición de la arquitectura a la arquitectura.
La casa de vacaciones en el lago de Garda, construida por Vittoriano Viganò, conocida como Casa La Scala (1954-1958), sella su pasión por la arquitectura que retomará con Claude Parent para su segunda casa de vacaciones, la Maison experimental, también conocida como Villa Bloc, en Antibes (1959-1962). 
De la implantación del complejo Paris Parallèle (1959-1960, con J.-P. Beguin, Jean Chemineau, Pierre Vago, Marcel Lods) interpreta el papel de escultor en la Maison de l'Iran en la Cité Universitaire de París (1960 -1968 diseñada con Claude Parent, Mohsen Foroughi, Heydar Ghiai, René Sarger).
En el proyecto para un automóvil urbano «Urbaina» (1962, con Jean Lin Viaud y Marcel Bercy), André Bloc se enfrenta al proceso creativo a diferente escalas.
Su trabajo como artista está en constante evolución, primando la exploración del potencial estético y formal de materiales cada vez más modernos y la convergencia con la arquitectura. 
En los años sesenta se dedica a la investigación de nuevas formas espaciales de matriz orgánica. Formas definidas como «geometría fantástica», «envoltura continua», «superposición helicoidal», según la clasificación que dará Claude Parent. 
La culminación de esta tendencia es su tercera casa de vacaciones construida en Carboneras en España (1964-1966), una gran "arquitectura-escultura" también llamada El Laberinto, que representa su último trabajo como arquitecto.

## Exposiciones retrospectivas
- 2006: Was ist Plastik? 100 Jahre – 100 Köpfe – Das Jahrhundert moderner Skulptur

¿Qué es la escultura? 100 años - 100 cabezas - el siglo de la escultura moderna,
Stiftung Wilhelm Lehmbruck Museum de Duisburg.

## Galería

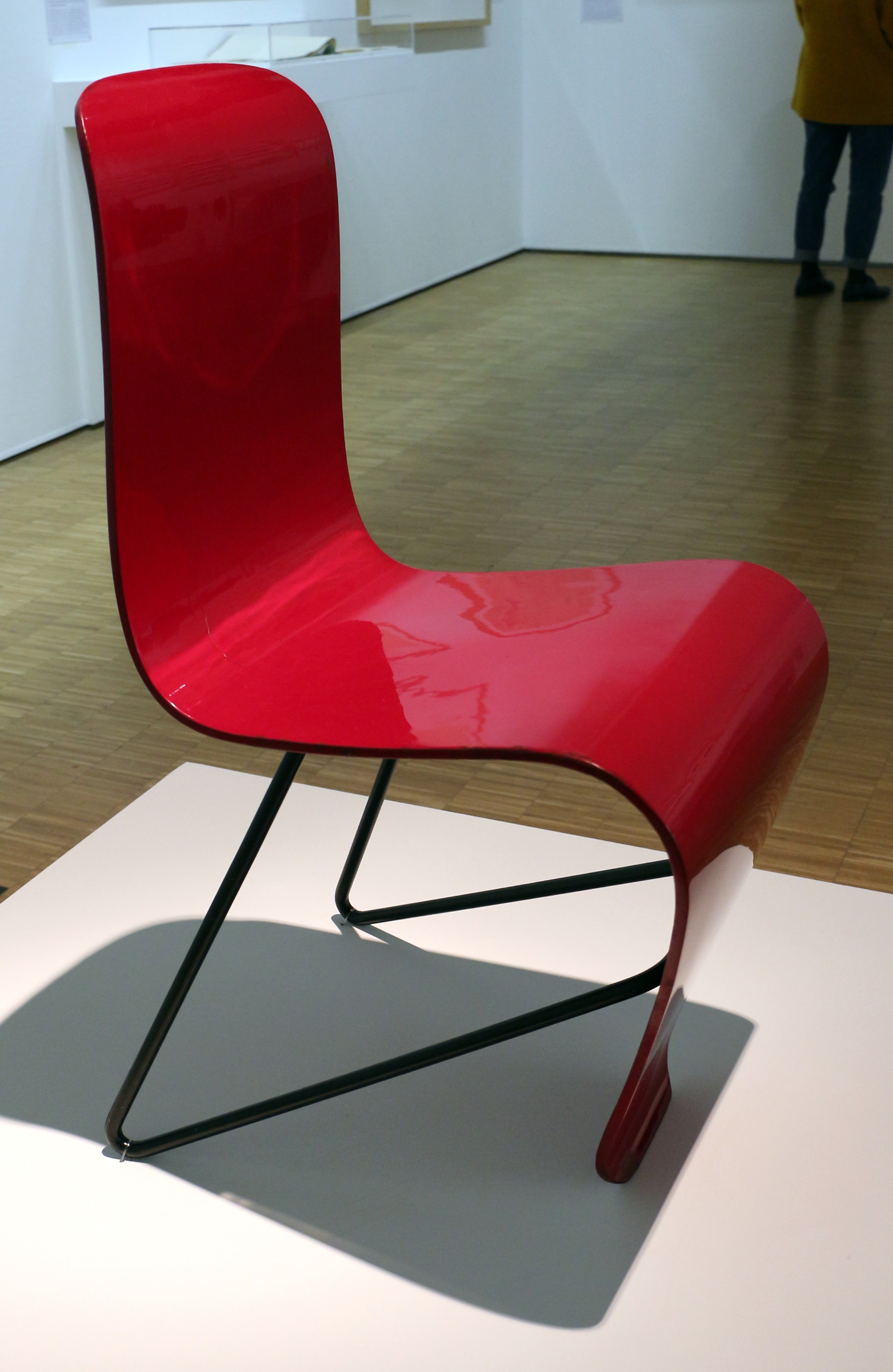
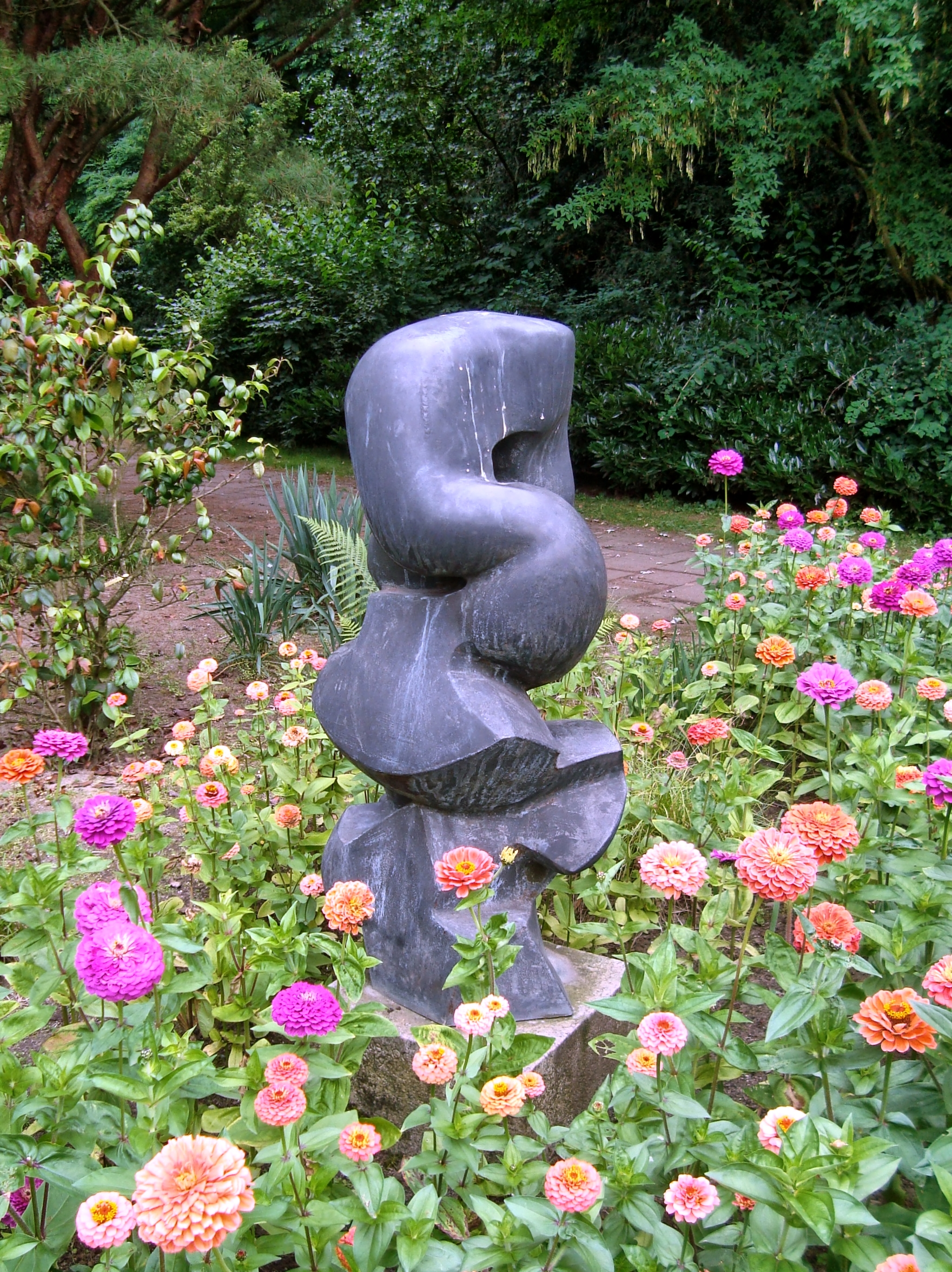
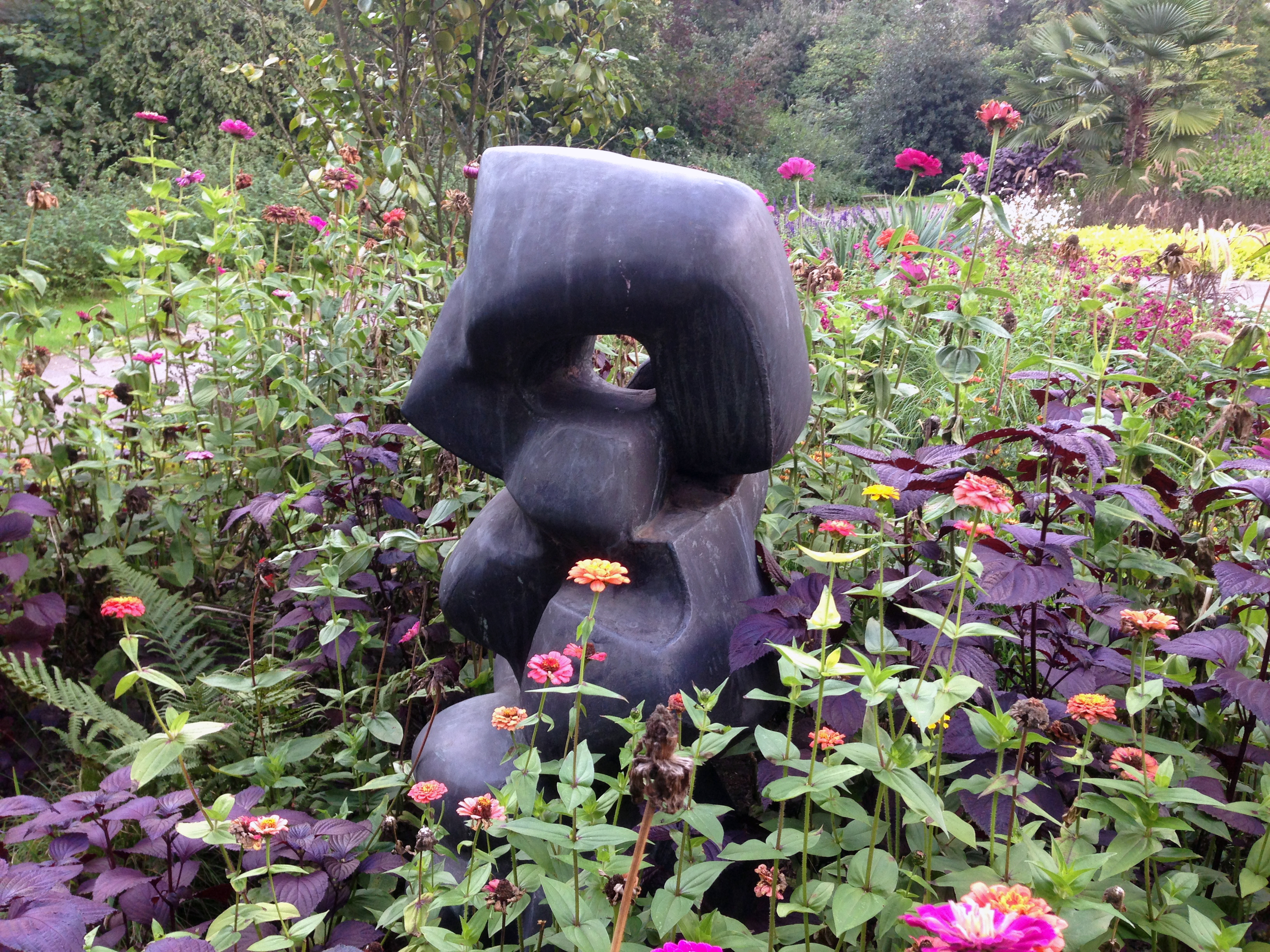
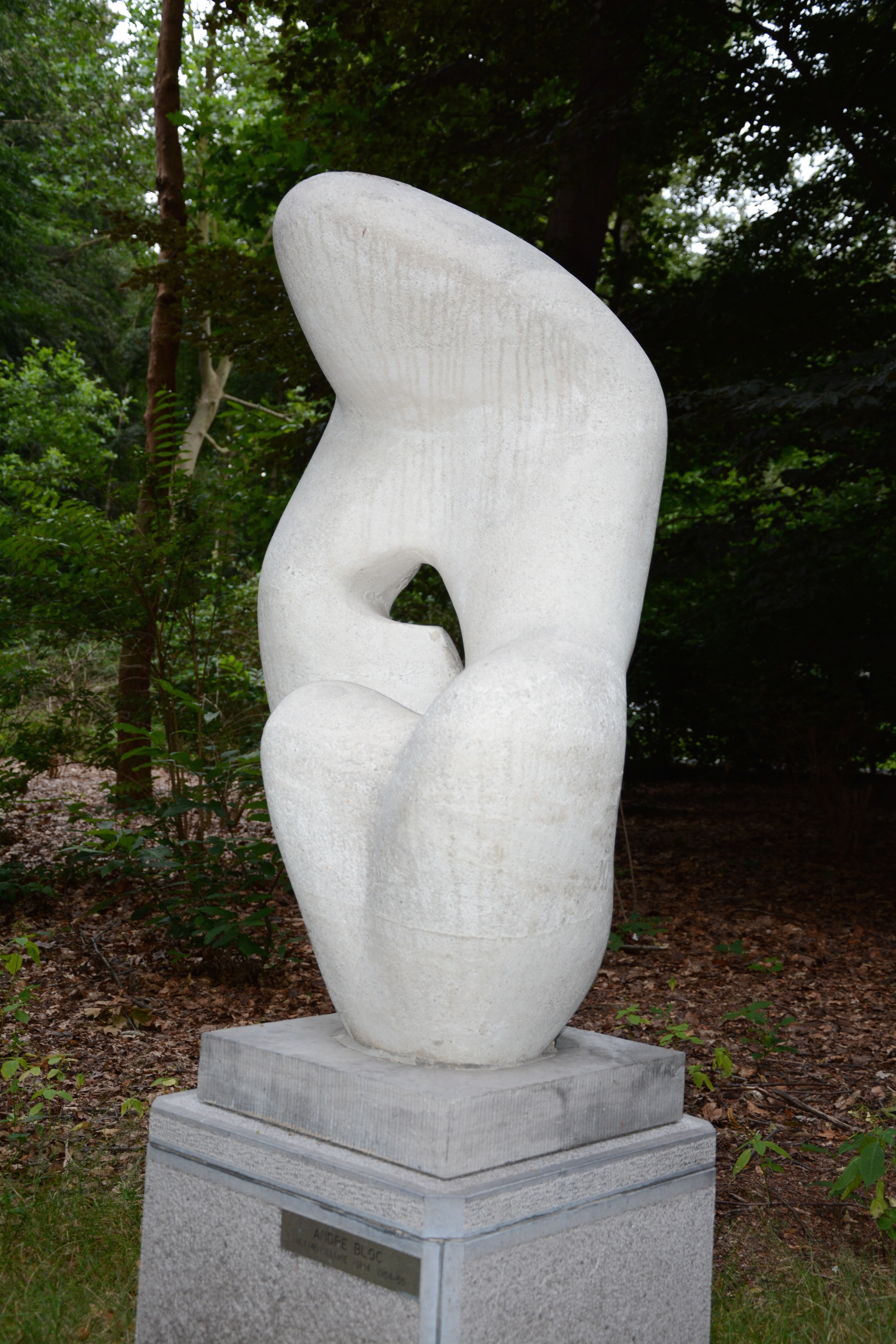
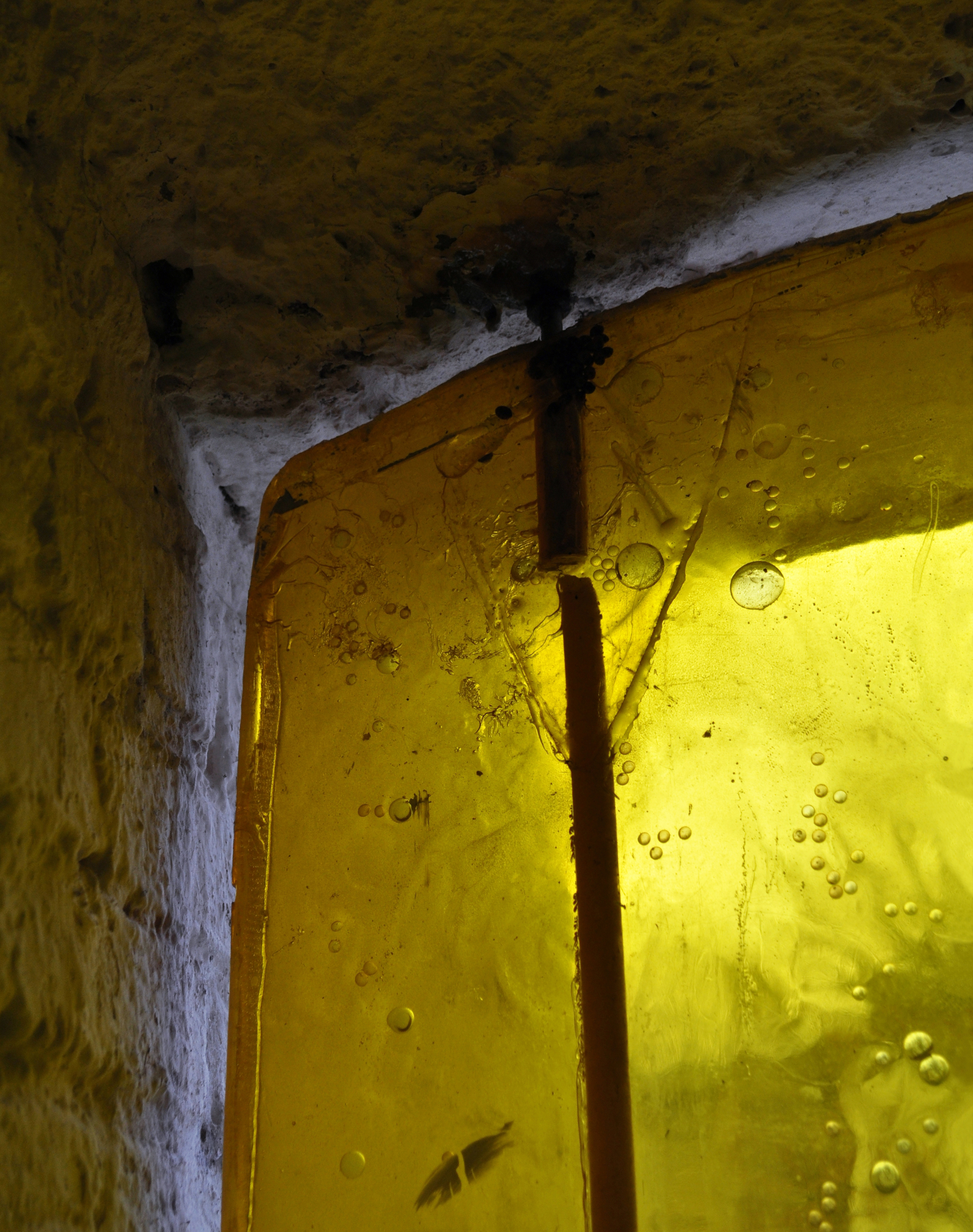
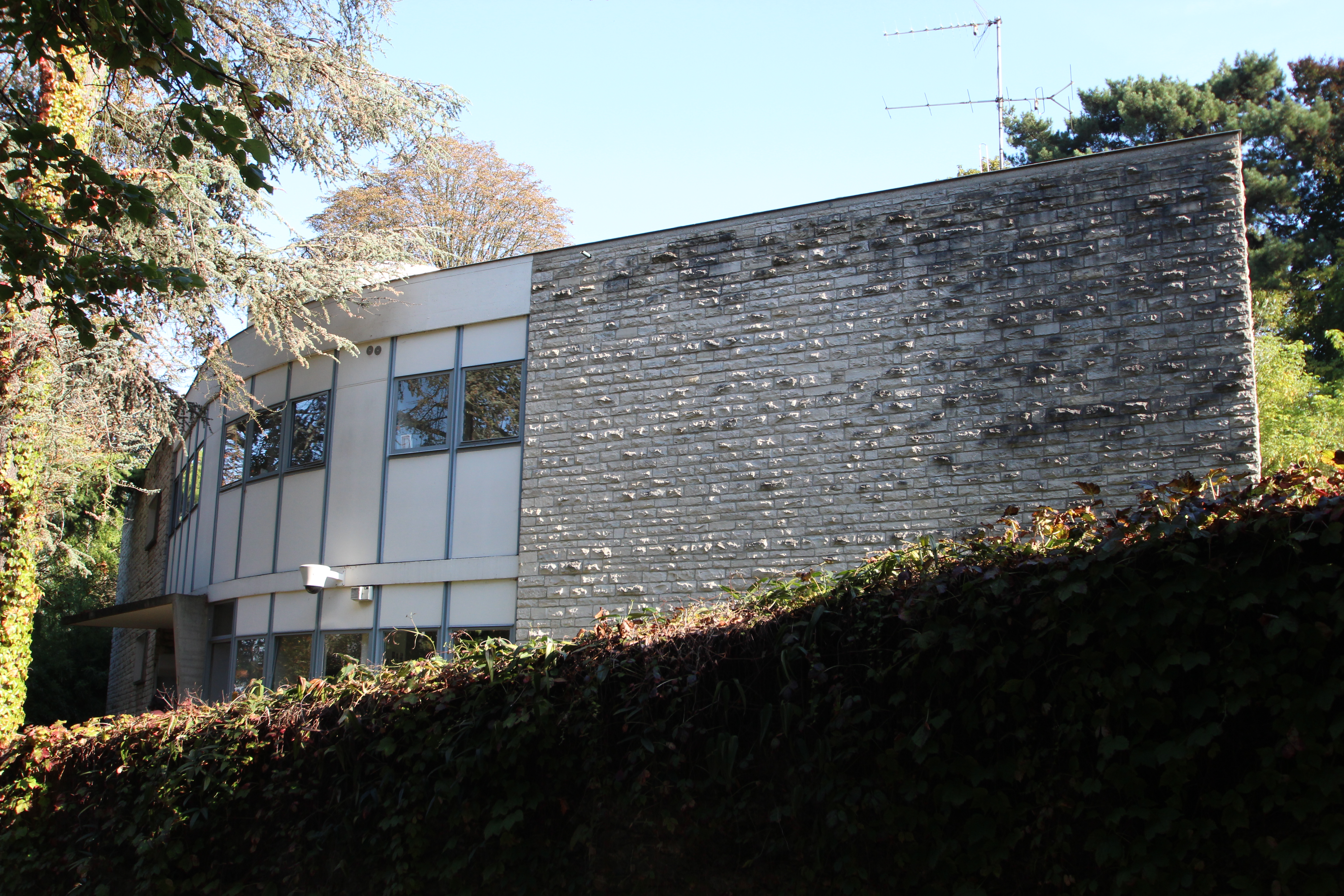
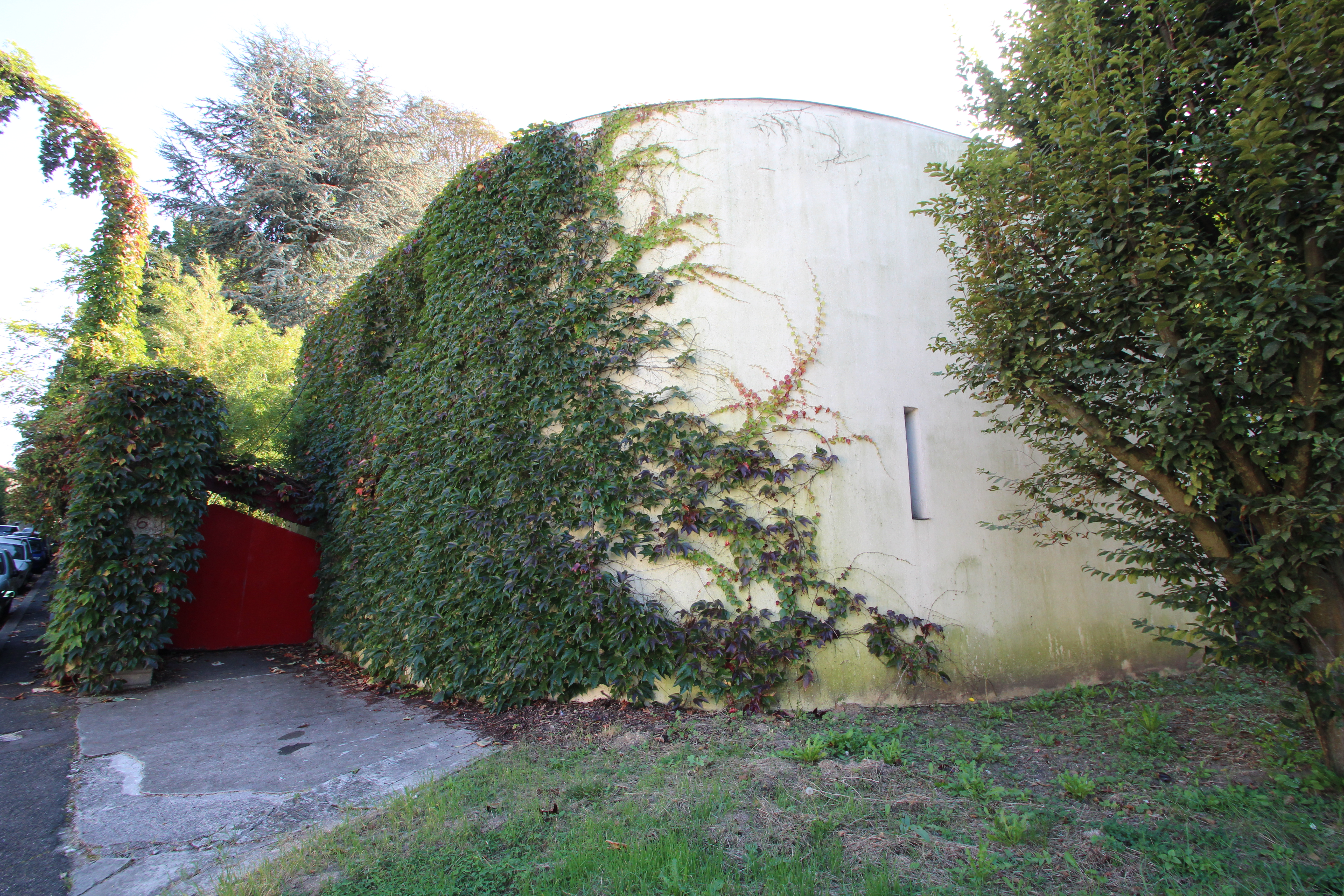
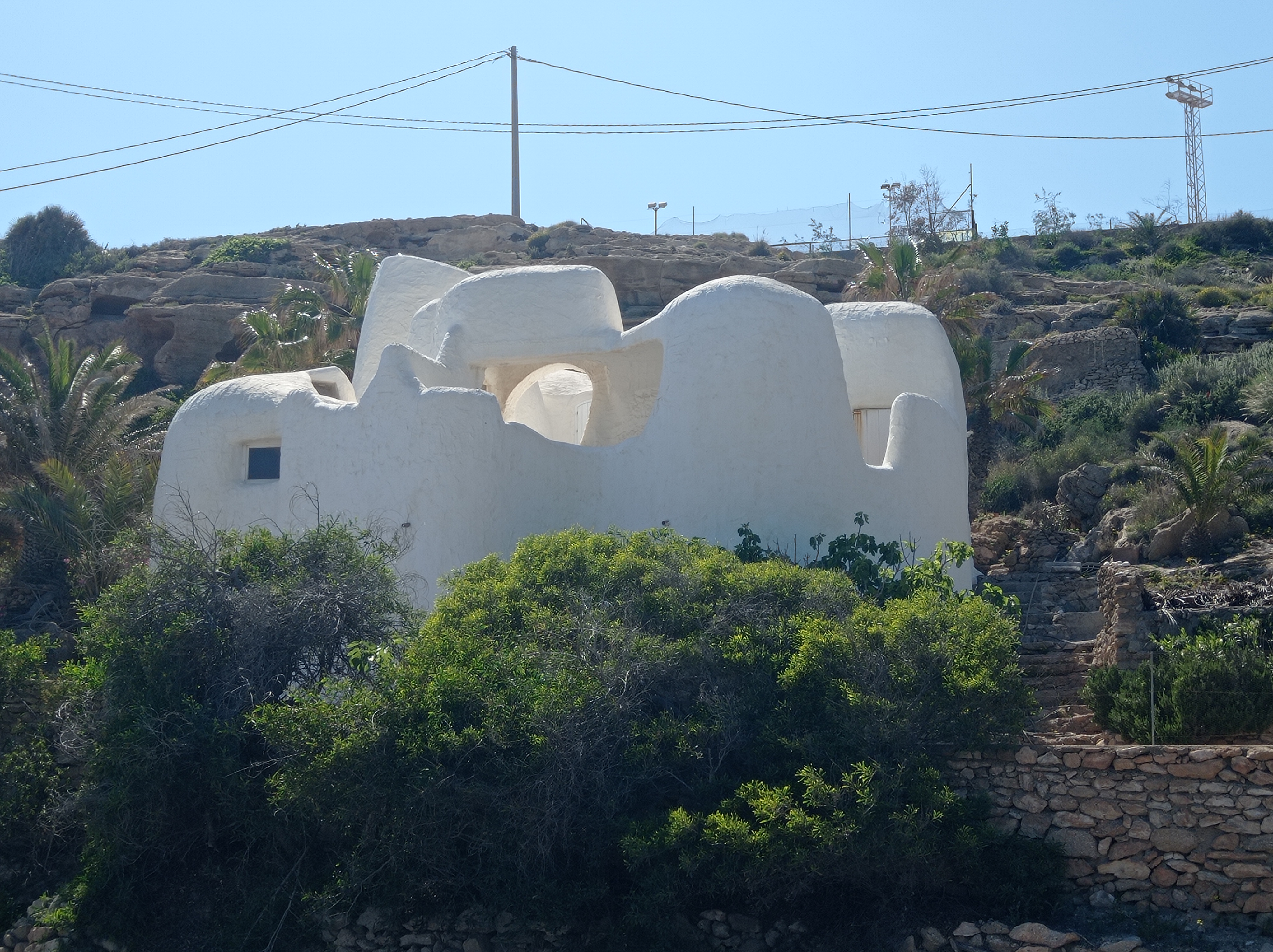